# Острожинский, Валентин Евгеньевич
Валентин Евгеньевич Острожинский (21 января 1935 — 30 ноября 2023) — украинский советский партийный и государственный деятель, первый секретарь Тернопольского обкома КП Украины (1987—1990). Кандидат философских наук. Почётный гражданин г. Житомира.

## Биография
Украинец. Сын колхозника.
В 1955 году окончил Казанское военное училище. Служил офицером в Советской Армии.
В 1957 вступил в ряды КПСС.
С 1958 — на комсомольской работе: инструктор, второй, первый секретарь Житомирского обкома ЛКСМ Украины.
У 1964 году окончил Киевский национальный университет имени Тараса Шевченко, в 1981 — Академию общественных наук при ЦК КПСС. Кандидат философских наук.
С 1969 года — второй, первый секретарь Житомирского городского комитета партии.
В 1973 году был избран секретарём, а в 1982 — вторым секретарём Житомирского обкома КПСС.
С марта 1987 по март 1990 года — первый секретарь Тернопольского обкома КП Украины.
Кандидат в члены ЦК КПУ, Депутат Верховного Совета СССР и Тернопольского областного Совета, избирался делегатом ХХІ съезда КПСС, ХХVІ и ХХVІІ съездов КП Украины, ХІХ Всесоюзной партийной конференции.
С марта по июнь 1990 года — председатель Тернопольского областного Совета народных депутатов.
Позже переведен на работу в Киев секретарём ЦК Компартии Украины.

## Награды
- два ордена Трудового Красного Знамени
- Орден Дружбы народов
- Орден «Знак Почёта»
- медали
- Почётная грамота Президиума Верховного Совета Украинской ССР